# Claude Julien
Claude Julien (Blind River, 23 aprile 1960) è un allenatore di hockey su ghiaccio ed ex hockeista su ghiaccio canadese.

## Carriera

### Giocatore
Ha giocato quasi tutta la sua carriera come giocatore nell'American Hockey League e l'International Hockey League, giocando solo 14 partite insieme nelle stagioni 1984-85 e 1985-86. Nel 1992 si è ritirato da hockey.

### Allenatore
Nella stagione 2000-01 è diventato l'allenatore degli Hamilton Bulldogs con cui sarebbe rimasto per 3 stagioni. Nel 2003 i Montréal Canadiens l'hanno ingaggiato e li avrebbe allenati fino a metà stagione 2005-06 quando è stato rimpiazzato. Nel precampionato della stagione 2006-07 è stato assunto dai New Jersey Devils. Tuttavia, nell'ultima settimana della stagione, a tre sole partite dalla fine, Julien è stato licenziato e Lou Lamoriello, il general manager dei Devils, ha assunto il suo posto in panchina. Il cambio ha ricordato l'esonero di Robbie Ftorek a otto giornate dalla fine nella stagione 1999-2000, al termine della quale i Devils hanno vinto la Stanley Cup. Lamoriello ha così difeso il provvedimento: "Non penso che siamo mentalmente e [fisicamente] pronti a giocare come dobbiamo per entrare i playoff." I Devils hanno quindi vinto il loro settimo titolo di campioni dell'Atlantic Division, guadagnandosi il secondo miglior posto nell'Eastern Conference dopo aver concluso con due punti di vantaggio sui Pittsburgh Penguins. Hanno battuto i Tampa Bay Lightning in 6 gare nel primo turno, ma hanno faticato nel secondo turno contro gli Ottawa Senators, uscendo sconfitti in 5 gare.
Nel 2007 i Boston Bruins lo hanno ingaggiato per allenare la squadra per la stagione 2007-08. Nella stagione 2010-2011 guida i Bruins alla conquista della Stanley Cup. Anche nella stagione 2012-2013 i Bruins giunsero sino in finale, venendo però battuti dai Chicago Blackhawks. Nel febbraio 2017 venne sollevato dall'incarico, ma rimase senza squadra solo per pochi giorni: sostituì Michel Therrien sulla panchina dei Montreal Canadiens, sottoscrivendo un contratto fino al termine della stagione 2021-2022. Venne tuttavia licenziato nel febbraio del 2021.
Nel corso della stagione successiva venne scelto per guidare il Canada sia ai giochi di Pechino 2022 che ai successivi mondiali.
Nel settembre 2022 è stato per due settimane consulente dell'Hockey Club Ambrì-Piotta.

## Palmarès

### Giocatore

#### Individuale
- CHL Second All-Star Team: 1

1982-1983
- AHL Second All-Star Team: 1

1988-1989

### Allenatore

#### Club
- Stanley Cup: 1

Boston: 2010-2011
- Quebec Major Junior Hockey League: 1

Hull: 1996-1997
- Memorial Cup: 1

Hull: 1997

#### Nazionale
- Campionato mondiale di hockey su ghiaccio maschile:

 2022

##### Giovanili
- Campionato mondiale di hockey su ghiaccio Under-20:

 1999
 2000

#### Individuale
- Louis A. R. Pieri Memorial Award: 1

2002-2003
- Jack Adams Award: 1

2008-2009